# بوشهر
مدينة بوشهر أو أبو شهر أو بوشير عاصمة محافظة بوشهر في جنوب إيران على الساحل الشرقي للخليج الفارِسّیة. تبعد عن مدينة الأحواز مسافة 434 كيلومترًا إلى الجنوب. يبلغ عدد سكان بوشهر 165,377 نسمة (2005) تتواجد في جنوب المدينة محطة كهرباء بوشهر النووية إضافة إلى مطار وميناء صغير.

## تاريخ بوشهر
كان سكان بوشهر خلال القرنين السابع عشر والثامن عشر من العرب الذين انتقلوا من الجزيرة العربية إلى هذه المنطقة في بر فارس. يذكر الرحالة الألماني كارستن نيبور في كتابه وصف الجزيرة العربية الذي ألفها في عام 1772م بعد زيارة لأبوشهر:

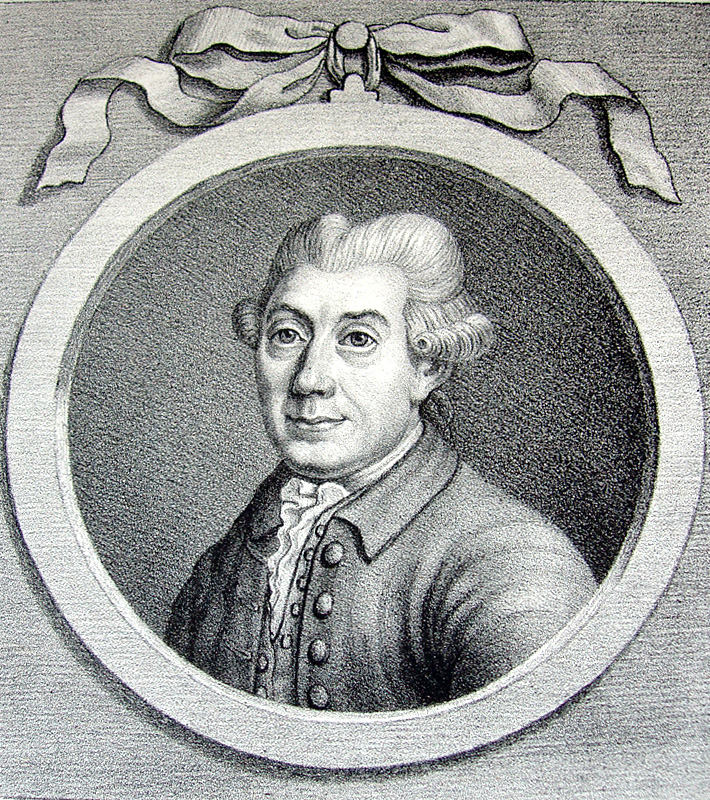
صورة للرحالة الألماني كارستن نيبور

يذكر المستشرق والمؤرخ ب.ج. سلوت في صفحة 34 من كتابه «عرب الخليج» أيضاً:
يدين معظم العرب في المنطقة ما بين بوشهر وبندر عباس بالإسلام السني، بعكس العرب في خوزستان (الأحواز).

## أشهر المعالم التاريخية
خزان مياه قوام بالفارسية «آب انبار» - معبد خورموج الناري - قلعة برازجان - مدينة سيراف الأثرية - مدينة بوشهر السياحية  - مدرسة سعادات مظفرى - متحف ريس علي

## أعلام
- عبد الله البلادي البوشهري
- سلمان بحراني
- جون غوردون لوريمر
- حسين ماهيني